# Albert Rudbeck Lindhardt
Albert Rudbeck Lindhardt (født 12. juli 2001) er en dansk skuespiller, der blandt andet har medvirket i filmen Der kommer en dag fra 2016, hvor han spiller drengen Erik. Han er også med i julekalenderen Den anden verden.
Albert er lillebror til skuespilleren William Rudbeck Lindhardt, der blandt andet har medvirket i tv-serien Limbo samt i julekalenderen Tidsrejsen.

## Filmografi

### Film
| År   | Title                   | Rolle          | Note         |
| ---- | ----------------------- | -------------- | ------------ |
| 2016 | Der kommer en dag       | Erik           |              |
| 2016 | Den magiske juleæske    | Gregers        | Stemme       |
| 2017 | Nabospionen             | Vincents       |              |
| 2018 | Landet af Glas          | Jas            |              |
| 2019 | Kollision               | Gustav         |              |
| 2019 | Familien Addams         | Pugsley Addams | Dansk stemme |
| 2020 | Druk                    | Sebastian      |              |
| 2020 | Retfærdighedens ryttere | Sirius         |              |
| 2021 | Du som er i himlen      | Jens Peter     |              |
| 2022 | Smuk                    | Mathias        |              |
| 2024 | Vejen hjem              | Adam           |              |

### Tv serier
| År   | Title              | Rolle                  | Note                      |
| ---- | ------------------ | ---------------------- | ------------------------- |
| 2016 | Den anden verden   | Albert                 | Julekalender              |
| 2018 | The Rain           | Dreng i facebook video | Episode; "Bliv indendørs" |
| 2019 | Bedrag             | Karl                   | 6 episoder                |
| 2020 | Puls               | Bastian                | 18 episoder               |
| 2022 | Chosen             | Mads                   | 6 episoder                |
| 2024 | Familier som vores | Elias                  | 7 episoder                |

### Kort film
| År   | Title              | Rolle  | Note |
| ---- | ------------------ | ------ | ---- |
| 2011 | Grantræet          | Dreng  |      |
| 201t | Transit            | Tobias |      |
| 2020 | Rentnarok          | Lukas  |      |
| 2022 | Gæsten             | Kasper |      |
| 2024 | Som de Blinde Slås | Søn    |      |
| 2025 | Vildere            | Kalle  |      |

## Priser
| Pris          | År   | Kategori                          | Production         | Resultat  |
| ------------- | ---- | --------------------------------- | ------------------ | --------- |
| Bodilprisen   | 2025 | Bedste birolle                    | Vejen hjem         | Nomineret |
| Robert prisen | 2025 | Årets mandlige birolle            | Vejen hjem         | Nomineret |
| Robert prisen | 2025 | Årets mandlige birolle – tv-serie | Familier som vores | Nomineret |